# Balí (Réthymnon)
Pour les articles homonymes, voir Bali (homonymie).
Balí, en grec moderne : Μπαλί, est un village du dème de Mylopótamos, en Crète, en Grèce. Selon le recensement de 2011, la population de Balí compte 402 habitants. Il est situé à une distance de 32 km de Réthymnon et à 50 km de Héraklion.